# Eeklo

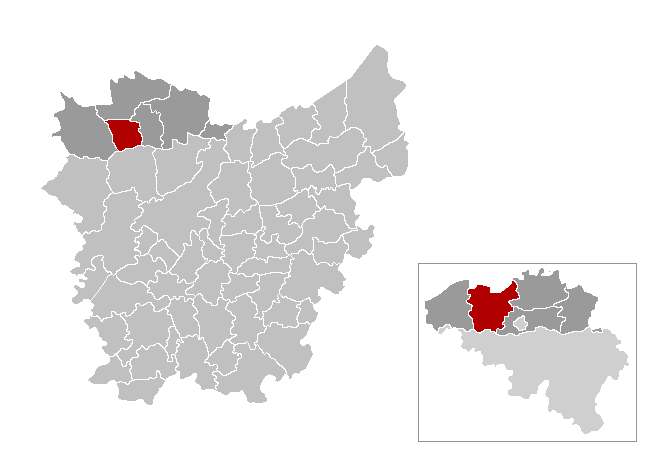
Eeklos läge inom provinsen Östflandern

Eeklo är en kommun i provinsen Östflandern i regionen Flandern i Belgien. Eeklo hade 19 825 invånare per 1 januari 2008.